# هیئت دولت قطر
هیئت دولت قطر قوه مجریه کشور قطر است. رئیس قوه مجریه، امیر قطر، نخست‌وزیر و وزرا را منصوب می‌کند و آنها به امیر در اجرای سیاست‌های داخلی و خارجی کمک می‌کنند. تعداد وزرای کابینه در سال ۲۰۰۷ سیزده نفر بود.
کابینه فعلی ۱۹ عضو دارد که به شرح زیر است:
| Portrait | دفتر                                | وزیر فعلی                               | وبگاه                                                                                             |
| -------- | ----------------------------------- | --------------------------------------- | ------------------------------------------------------------------------------------------------- |
|          | نخست‌وزیر قطر و وزیر امور خارجه      | محمد بن عبدالرحمن آل ثانی               | https://www.gco.gov.qa/en/the-prime-minister/biography/                                           |
|          | معاون نخست‌وزیر و وزیر نیروهای مسلح  | خالد بن محمد العطیه                     | https://www.gco.gov.qa/en/ministries/minister-of-state-for-defence-affairs/                       |
|          | وزیر کشور                           | خلیفه بن حمد بن خلیفه آل ثانی           | https://www.gco.gov.qa/en/ministries/minister-of-interior/                                        |
|          | وزیر انرژی                          | سعد شریده الکعبی                        | https://www.gco.gov.qa/en/ministries/minister-of-state-for-energy-affairs/                        |
|          | وزیر اوقاف و امور اسلامی            | غانم بن شاهین بن غانم الغانم            | https://english.islam.gov.qa/                                                                     |
|          | وزیر دارایی                         | علی احمد الکواری                        | http://www.mof.gov.qa/                                                                            |
|          | وزیر دادگستری                       | مسعود بن محمد العامری                   | https://www.moj.gov.qa/en/pages/default.aspx بایگانی‌شده در ۲۰۲۲-۰۷-۰۳ توسط Wayback Machine        |
|          | وزیر آموزش و پرورش و آموزش عالی     | بثینه بنت علی الجبر النعیمی             | https://www.edu.gov.qa/en/pages/homepage.aspx                                                     |
|          | وزیر کار                            | علی بن سعید بن صمیخ المری               | https://adlsa.gov.qa/en بایگانی‌شده در ۲۰۲۲-۰۷-۲۲ توسط Wayback Machine                             |
|          | وزیر شهرداری                        | عبدالله بن عبدالعزیز بن ترکی السبیعی    | http://www.mme.gov.qa/cui/view.dox?id=1031&siteID=2 بایگانی‌شده در ۲۰۲۲-۱۲-۰۳ توسط Wayback Machine |
|          | وزیر بهداشت عمومی                   | حنان محمد الکواری                       | https://www.moph.gov.qa/english/Pages/default.aspx                                                |
|          | وزیر بازرگانی و صنعت                | محمد بن حمد بن قاسم آل عبدالله آل ثانی  | https://www.moci.gov.qa/en/ بایگانی‌شده در ۲۰۲۲-۰۸-۱۶ توسط Wayback Machine                         |
|          | وزیر حمل و نقل                      | جاسم بن سیف بن احمد السلیتی             | https://www.motc.gov.qa/en بایگانی‌شده در ۲۰۲۲-۰۹-۲۴ توسط Wayback Machine                          |
|          | وزیر ورزش و جوانان                  | صلاح بن غانم العلی                      | https://www.msy.gov.qa/index-en.php                                                               |
|          | وزیر فرهنگ                          | عبدالرحمن بن حمد بن جاسم بن حمد آل ثانی | https://www.moc.gov.qa/                                                                           |
|          | وزیر محیط زیست و تغییرات آب و هوایی | فالح بن ناصر بن احمد بن علی آل ثانی     | https://www.mecc.gov.qa/en/home/                                                                  |
|          | وزیر ارتباطات و فناوری اطلاعات      | محمد بن علی بن محمد المناعی             | https://www.mcit.gov.qa/en                                                                        |
|          | وزیر توسعه اجتماعی و خانواده        | مریم بنت علی بن ناصر المسند             | https://msdf.gov.qa/en                                                                            |
|          | وزیر دولت در امور کابینه            | محمد بن عبدالله بن محمد آل یوسف السلیطی | https://www.gco.gov.qa/en/ministries/minister-of-state-for-cabinet-affairs/                       |